# Felipe Lipe
Felipe Gutiérrez Muñoz (España, 27 de junio de 1956), conocido artísticamente como Felipe Lipe, es un músico español conocido por ser bajista del grupo Tequila. Es hermano del también músico y guitarrista de Hombres G Rafa Gutiérrez.

## Biografía
Tras unirse unirse al grupo Tequila como miembro fundador en 1976, grabó 4 álbumes con la banda hasta poco antes de su separación en el año 1983, siendo sustituido por Álex De La Nuez. Felipe había abandonado la banda por el desgaste interno entre los integrantes.
Años más tarde, terminó su carrera en psicología y participó en el Proyecto Hombre, compaginándolo con sus proyectos musicales. Fundó la banda Felipe Lipe Tequila Band, como tributo a su antigua banda, interpretando sus temas mas reconocidos.
En el año 2022, se reunió con sus antiguos compañeros Alejo Stivel y Ariel Rot para la filmación del documental "Tequila: Sexo, drogas y rock and roll", dirigido por Álvaro Longoria.